# Blue Hill (condado de Hancock)
Blue Hill es un lugar designado por el censo ubicado en el condado de Hancock en el estado estadounidense de Maine. En el Censo de 2010 tenía una población de 943 habitantes y una densidad poblacional de 77,52 personas por km².

## Geografía
Blue Hill se encuentra ubicado en las coordenadas 44°23′56″N 68°34′52″O / 44.39889, -68.58111. Según la Oficina del Censo de los Estados Unidos, Blue Hill tiene una superficie total de 12.17 km², de la cual 12.14 km² corresponden a tierra firme y (0.19%) 0.02 km² es agua.

## Demografía
Según el censo de 2010, había 943 personas residiendo en Blue Hill. La densidad de población era de 77,52 hab./km². De los 943 habitantes, Blue Hill estaba compuesto por el 96.61% blancos, el 0.21% eran afroamericanos, el 0.32% eran amerindios, el 2.12% eran asiáticos, el 0% eran isleños del Pacífico, el 0.11% eran de otras razas y el 0.64% pertenecían a dos o más razas. Del total de la población el 1.06% eran hispanos o latinos de cualquier raza.